# Trotkova
Trotkova – miejscowość w Słowenii w gminie Benedikt.